# Dactylopia peruana
Dactylopia peruana is een eenoogkreeftjessoort uit de familie van de Idyanthidae. De wetenschappelijke naam van de soort is voor het eerst geldig gepubliceerd in 1974 door Becker.